# Западнорусизм
Западноруси́зм — историко-идеологическое направление научной, общественно-политической, этноконфессиональной и культурной жизни, возникшее в Северо-Западном крае Российской империи, основывающееся на постулате, что белорусы являются этнографической группой общерусского народа. Аналог концепции малороссийской идентичности, игравшей важную роль в самоидентификации юго-западных губерний Российской империи.

## История

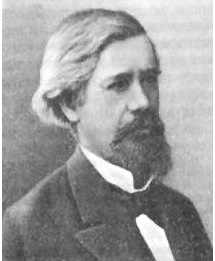
Михаил Осипович Коялович, один из видных идеологов западнорусизма

Согласно белорусскому историку Александру Цвикевичу, формирование первых идей, названных впоследствии западнорусизмом, началось ещё во времена Речи Посполитой в ответ на постановления Замойского церковного собора 1720 года, который обязал грекокатолическое духовенство приблизить богослужение и образ жизни к римско-католическим канонам.
По мнению Якова Трещенка, катализатором западнорусизма был так называемый «диссидентский вопрос» (вопрос неравенства прав католиков и представителей других конфессий). Он утверждает, что основополагающий комплекс представлений западнорусизма сложился под идейным руководством епископа Белорусского св. Георгия Конисского ещё во второй половине XVIII в. Влияние на развитие западнорусизма оказала идея славянофильства, разработанная А. С. Хомяковым, И. В. Киреевским, И. С. Аксаковым.

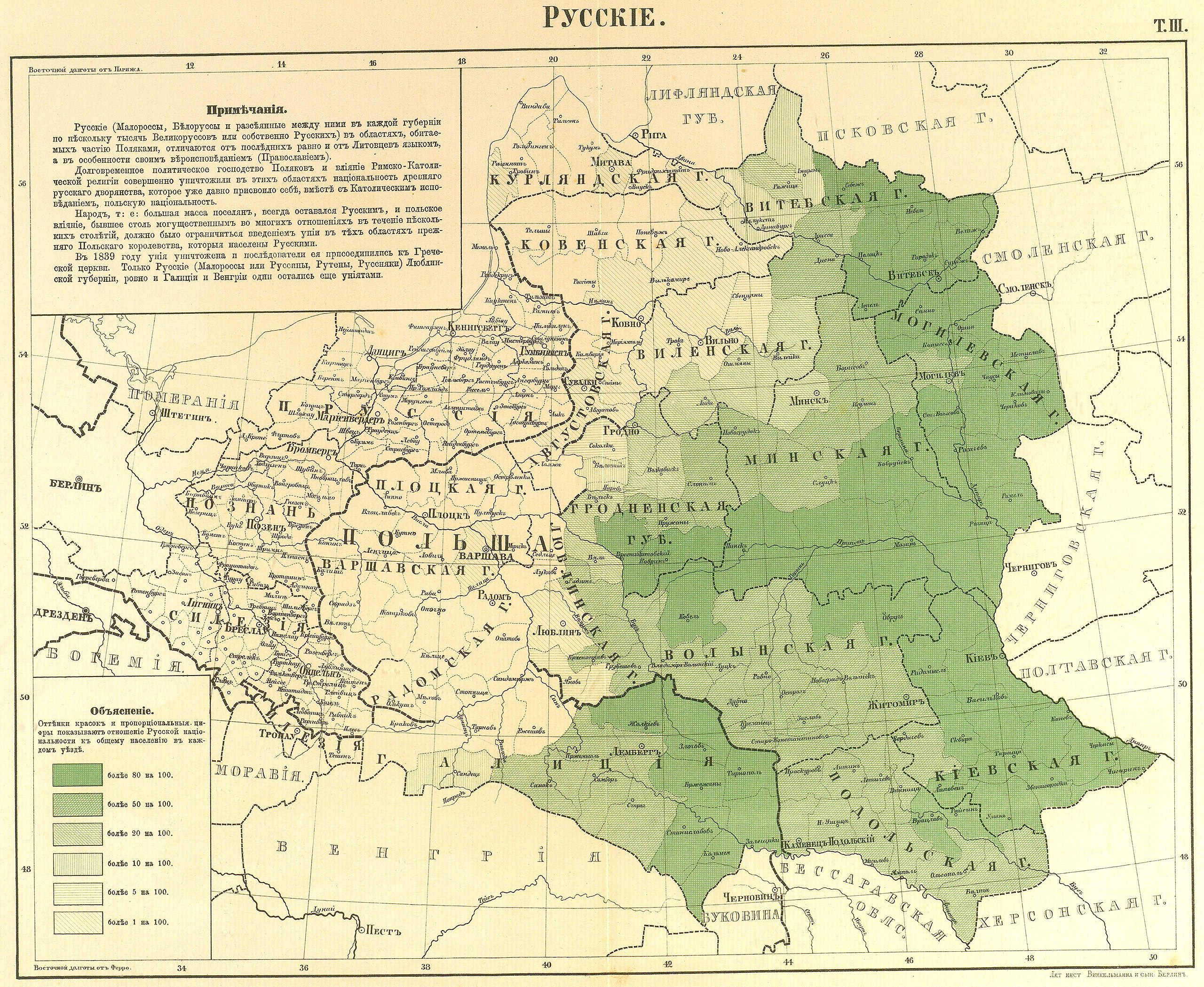
Этнографический атлас западно-русских губерний 1863 год. Р. Эркерт

Идеи западнорусизма развивались в окружении виленского епископа Иосифа (Семашко), особенно в связи с проведением Полоцкого собора 1839 года, ликвидировавшего униатство на территории Российской империи. Окончательно теория западнорусизма была научно разработана в трудах русского историка, выходца из Гродненской губернии Михаила Кояловича, который для обозначения современной территории Беларуси ввёл в научный оборот термин «Западная Россия». Коялович (1863) высмеивает «буколический взгляд» «польских писателей» о том, что Литва и Польша существовали в «блаженном мире». Особенностью Литвы он называет наличие «русских областей», которые не тождественны с «московским государством» (Восточной России, царству Иоанна III). Коялович активно использует слово «белоруссы» для обозначения населения Минской, Виленской, Витебской, Могилёвской, Гродненской и частично Псковской и Смоленской губерний. Белоруссы отличны от малороссов (населения Киевской, Подольской и Волынской губерний) и «до татарского ига» составляли «один народ». Кроме того, он подчёркивает, что жители Западной России всегда называли себя русскими. Принцип единства им мыслится в вере («русские по вере») и подданстве. Однако Коялович предпочитает называть белоруссов и малороссов «западно-русскими славянами». Литовцами он называет жмудь — население Ковенской губернии. Лишь из-за унии 1386 года русские Литвы начали втягиваться в «польскую и латинскую нацию», то есть «ополячиваться» и «олатиниваться». Апогеем этого процесса стала Люблинская уния 1569 года. Вместе с тем, препятствием для воссоединения Западной и Восточной России Коялович называет «неистовства Иоанна» (политику Ивана Грозного, которая компрометировала «русское дело»), а также «литовское боярство», жаждавшее «шляхетских преимуществ». Казаков Коялович обвиняет в «хаотической несознательности», делавшей их страшнее татар.
Другими видными представителями западнорусизма были Григорий Киприанович, Платон Жукович, Константин Харлампович, Афанасий Ярушевич, Арсений Турцевич, А. Демьянович.
Сообщества западнорусистов образовывались вокруг некоторых изданий, таких как журналы «Вестник Западной России» под редакцией Ксенофонта Говорского, «Крестьянин», «Окраины России», газеты «День», «Московские новости», «Новое время», «Северо-западная жизнь», «Минское слово», «Минское русское слово», «Белорусский вестник».
Сами термины «белорусский народ» и «Белая Русь» не были широко распространены среди населения. Как писал близкий к кругам западнорусистов филолог и этнограф Евфимий Карский в 1903 году: 

Въ настоящее время простой народъ въ Бѣлоруссіи не знаетъ этого названія. На вопросъ: кто ты? простолюдинъ отвѣчаетъ — русскій, а если онъ католикъ, то называетъ себя либо католикомъ, либо полякомъ; иногда свою родину назоветъ Литвой, а то и просто скажетъ, что онъ «тутэйшій» (tutejszy) — здѣшній, конечно противополагая себя лицу, говорящему по-великорусски, какъ пришлому въ западномъ краѣ.— Е. Ѳ. Карскій. Бѣлоруссы. Т. I, гл. IV., с. 116.
По данным ряда исследователей, в дореволюционной России западнорусистские взгляды были среди белорусского населения доминирующими. По словам А. Д. Гронского, в советской историографии, напротив, господствовала точка зрения, что абсолютное большинство белорусов поддерживало белорусское национальное движение. В целом западнорусизм оказал значительное влияние на взгляды белорусской интеллигенции, особенно в восточной части края. Как указывал Митрофан Довнар-Запольский, в среде западнорусов существовали «левое» и «правое» крылья, отводившие самобытности белорусов большее или меньшее место.
По словам историка Александра Бендина, в Северо-Западном крае конфессиональный фактор играл ведущую роль в производстве этнических различий и до 1917 года и позже белорусское население на массовом уровне не испытывало потребности в политическом оформлении своего существования в качестве особой, отличной от великороссов и малороссов этнической группы, а белорусское население осознавало себя в качестве «русской народности», имеющей в Северо-Западном крае, свои региональные особенности, говорящей на белорусском наречии и являющейся составной и неотъемлемой частью русской нации. По его мнению, подтверждением этому является тот факт, что русские националисты и октябристы на выборах в III и IV Государственные думы получили в белорусских губерниях абсолютное большинство мест.
Ввиду отсутствия массовой поддержки идеи отдельной белорусской нации, большевистские власти в 1920—1930-х годах начали проводить политику белорусизации, вызвавшую недовольство большинства населения Беларуси. В то же время западнорусизм или западнорусская идентичность подверглась гонениям как тип идентичности, являющийся препятствием для национальной консолидации белорусов.
Среди идеологов белорусского национализма, пытавшихся научно обосновать несостоятельность западнорусизма, были Александр Цвикевич и Вацлав Ластовский. Хотя свёртывание политики «белорусизации» в первой половине 1930-х годов и начало репрессий против «нацдемов» снизило накал нападений на западнорусизм, сам он как «реакционное» учение продолжал быть для советской власти нежелательным. О западнорусизме продолжали писать лишь некоторые деятели белорусской диаспоры, такие как Юрка Витьбич, отмечавший, что некоторые представители левого крыла западнорусов, к которому он относил и Довнар-Запольского, были идеологически недалеко от «белорусского национал-освободительного движения», но по разным причинам не захотели к нему примкнуть.
По мнению Александра Бендина, критика западнорусизма изначально была несостоятельной. Он констатировал: «Прежде всего, нужно со всей ясностью сказать, что определение „западнорусизма“, которое дает А. Цвикевич, нельзя отнести к разряду научного».

## Неозападнорусизм
В 1990-е годы в Беларуси начали высказывать свои взгляды сторонники западнорусских идей, в том числе историки, философы, религиоведы, социологи, экономисты, юристы — Яков Трещенок, Валентина Теплова, Александр Бендин, Александр Гронский, Алексей Хотеев, Валерий Черепица, Сергей Шиптенко, Лев Криштапович, Кирилл Аверьянов, Дмитрий Куницкий, Гордей Щеглов, Всеволод Шимов, Чеслав Кирвель и многие другие. В частности, они отмечали, что, по их мнению, именно трудами сторонников западнорусского направления были заложены основы научной белорусской историографии, филологии, этнографии и фольклористики. Была сформулирована точка зрения, что западнорусизм тоже является версией белорусского национального движения. В те же годы возобновилась критика западнорусизма со стороны представителей белорусского национального движения. Исключительно негативную характеристику дал западнорусизму историк и литературовед Алексей Кавко, определивший его как «трупный вирус в белорусском национальном организме», а также как предтечу советской и постсоветской ассимиляторской политики.
Многие сторонники западнорусизма считают термин «неозападнорусизм» неадекватным и неприемлемым.
По мнению политолога и славяноведа Олега Неменского, западнорусизм — наиболее естественное и наиболее историчное направление мысли в Беларуси. По его словам, современное интеллектуальное движение западнорусизма занято возрождением огромного дореволюционного наследия западнорусской мысли и сможет вновь стать важнейшим фактором белорусской культурной жизни, а со временем — и составляющей государственной идеологии. По словам эксперта, о победе западнорусизма можно в некотором смысле говорить уже сегодня, поскольку белорусы прочно вернулись к православию и в подавляющем большинстве хотят жить в едином политическом и информационном пространстве с Россией и Украиной.

## Представители западнорусизма
- Бессонов, Пётр Алексеевич
- Говорский, Ксенофонт Антонович
- Архиепископ Михаил (Голубович)
- Григорович, Иван Иванович
- Жукович, Платон Николаевич
- Карский, Евфимий Федорович
- Киприанович, Григорий Яковлевич
- Коялович, Михаил Осипович
- Миловидов, Александр Иванович
- Носович, Иван Иванович
- Сапунов, Алексей Парфёнович
- Иосиф Семашко
- Романов, Евдоким Романович
- Скрынченко, Дмитрий Васильевич
- Солоневич, Иван Лукьянович
- Солоневич, Лукьян Михайлович
- Трещенок, Яков Иванович
- Харлампович, Константин Васильевич
- Ярушевич, Афанасий Викентьевич